# Château de Cahir
Le château de Cahir dans le comté de Tipperary est un des plus grands châteaux d'Irlande. Il a été construit en 1142 par Conor O'Brien, Prince de Thomond, sur une île de la rivière Suir. Il est aujourd'hui situé dans le centre de la ville de Cahir. Des visites guidées sont organisées.
En 1375, le château a été donné à Jacques Butler, 2e comte d'Ormonde, fait baron de Cahir, pour sa loyauté envers Édouard III. Les Butler de Cahir se sont rangés du côté irlandais lors des guerres élisabéthaines. En 1599, le château fut capturé au terme d'un siège de trois jours par l'armée de Robert Devereux, 2e comte d'Essex.
Lors des guerres confédérées irlandaises à la fin des années 1640, en parallèle à la Première Révolution anglaise, le château fut assiégé deux fois. En 1647, George Mathew, tuteur du jeune Lord Cahir, se rendit à Lord Inchiquin après sa victoire à la bataille de Knocknanuss. En 1650, il se rendit à nouveau à Oliver Cromwell durant sa conquête de l'Irlande, sans qu'un coup de feu soit tiré.
Le grand hall a été partiellement reconstruit en 1840.
En 1961, le dernier seigneur de Cahir est décédé et le château est revenu à l'État.